# Oficina de Estadística de Uganda
La Oficina de Estadística de Uganda (en inglés: Uganda Bureau of Statistics, acrónimo UBOS) es una agencia oficial del Gobierno de Uganda creada por ley en 1998. Tiene como objetivo "coordinar, monitorear y supervisar el Sistema Estadístico Nacional de Uganda". 

## Ubicación
La sede de la UBOS se encuentra en la Statistics House, 9 Colville Street, Nakasero Hill, en Kampala, la capital y ciudad más grande de Uganda. Está en la esquina de las calles Colville Street y Nilo Avenue. 

## Misión
La agencia está supervisada por el Ministerio de Finanzas, Planificación y Desarrollo Económico de Uganda . La UBOS está dirigida por un Consejo de administración compuesto por siete personas.  Su ámbito de trabajo incluye la realización de un censo nacional de población al menos una vez cada 10 años. El último censo nacional se realizó en agosto de 2014.  El estudio costó aproximadamente 75 mil millones de chelines ugandeses y creó alrededor de 150.000 empleos temporales.  La agencia también publica periódicamente investigaciones y pronósticos económicos, incluidas cifras mensuales de inflación del país. 